# Jednotná digitální technická mapa Zlínského kraje
Jednotná digitální technická mapa Zlínského kraje (JDTM ZK) je podrobné digitální mapové dílo velkého měřítka, které obsahuje prostorové a popisné údaje o technických a přírodních objektech a zařízeních (nad, na a pod zemským povrchem) na území Zlínského kraje.

## Historie
Díky dobrým zkušenostem s vedením technické mapy na Okresním úřadě v Uherském Hradišti na území jeho správního obvodu v 90. letech 20. století, rozhodla v roce 2001 Rada Zlínského kraje o přípravě projektu JDTM ZK. Hybnou silou projektu byli pracovníci krajského úřadu energetička Miroslava Knotková a geoinformatik Ivo Skrášek, kteří do roku 2000 pracovali na zavedení a provozu technické mapy na Okresním úřadě v Uherském Hradišti.
K pilotnímu spuštění digitální technické mapy na krajské úrovni a startu celého projektu došlo 1. listopadu 2003 otevřením datového skladu, který zajišťoval správu, aktualizaci dat a jejich prezentaci na webovém portálu.

## Správa
Projekt JDTM ZK koordinuje Zlínský kraj ve spolupráci se správci inženýrských sítí, zhotoviteli geodetických měření a městy a obcemi Zlínského kraje.
Podle platné smlouvy o spolupráci při aktualizaci a správě jsou účastníky projektu:
| Účastník                                 | Podíl  |
| ---------------------------------------- | ------ |
| obce Zlínského kraje                     | 38,5 % |
| Česká telekomunikační infrastruktura a.s | 14,0 % |
| E.ON Distribuce, a.s.                    |        |
| E.ON Česká republika, s. r. o.           | 13,0 % |
| RWE Distribuční služby, s.r.o.           |        |
| RWE Česká republika a.s.                 | 14,5 % |
| Slovácké vodárny a kanalizace, a. s.     | 3,5 %  |
| Vodovody a kanalizace Kroměříž, a.s.     | 3,5 %  |
| Vodovody a kanalizace Vsetín, a.s.       | 3,5 %  |
| MORAVSKÁ VODÁRENSKÁ, a.s.                | 3,5 %  |
| ČEZ Distribuce, a. s.                    | 6,0 %  |
| Celkem                                   | 100,0% |

Provoz digitální technické mapy zajišťuje správce datového skladu.
Hlavním cílem projektu je jednotná správa, aktualizace, tvorba a vzájemné sdílení technických map mezi jejich uživateli prostřednictvím správce datového skladu.

## Datové struktury
Náplň a forma dat je dána technickými předpisy jednotlivých účastníků.
JDTM ZK se skládá z jednotlivých digitálních technickým map (DTM) měst a obcí, které se člení na:
- účelovou mapa povrchové situace (ÚMPS) – mapové dílo, které interpretuje vybrané objekty nacházející se pouze na zemském povrchu nebo nad ním
- průběhy inženýrských sítí, které udržují příslušní správci nebo vlastníci inženýrských sítí[9].

V průběhu 16 let projekt obsloužil více než 90 000 zakázek (žádostí o data) a zpětně zapracoval více než 36 000 aktualizačních zakázek.

## Ocenění
Projekt se v 6. ročníku soutěže "GEOAPLIKACE roku 2004" umístil v kategorii "Geografické informační systémy pro lepší služby veřejné správy" na třetím místě.
V roce 2009 byla JDTM ZK magazínem Egovernment při jím prováděném výběru The Best 2009 vyhodnocena jako druhý nejzajímavější projekt z oblasti elektronizace veřejné správy v ČR.

## Galerie

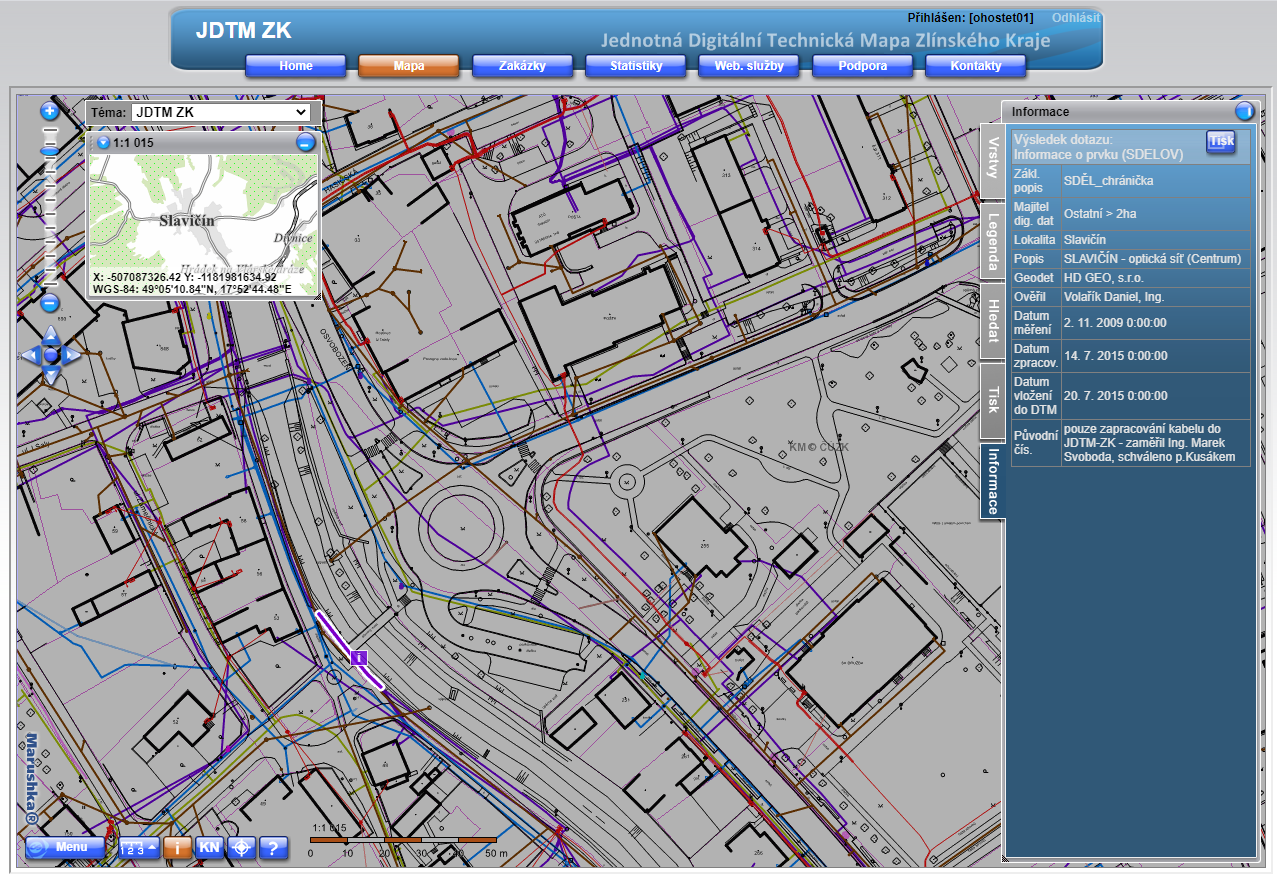
mapový klient
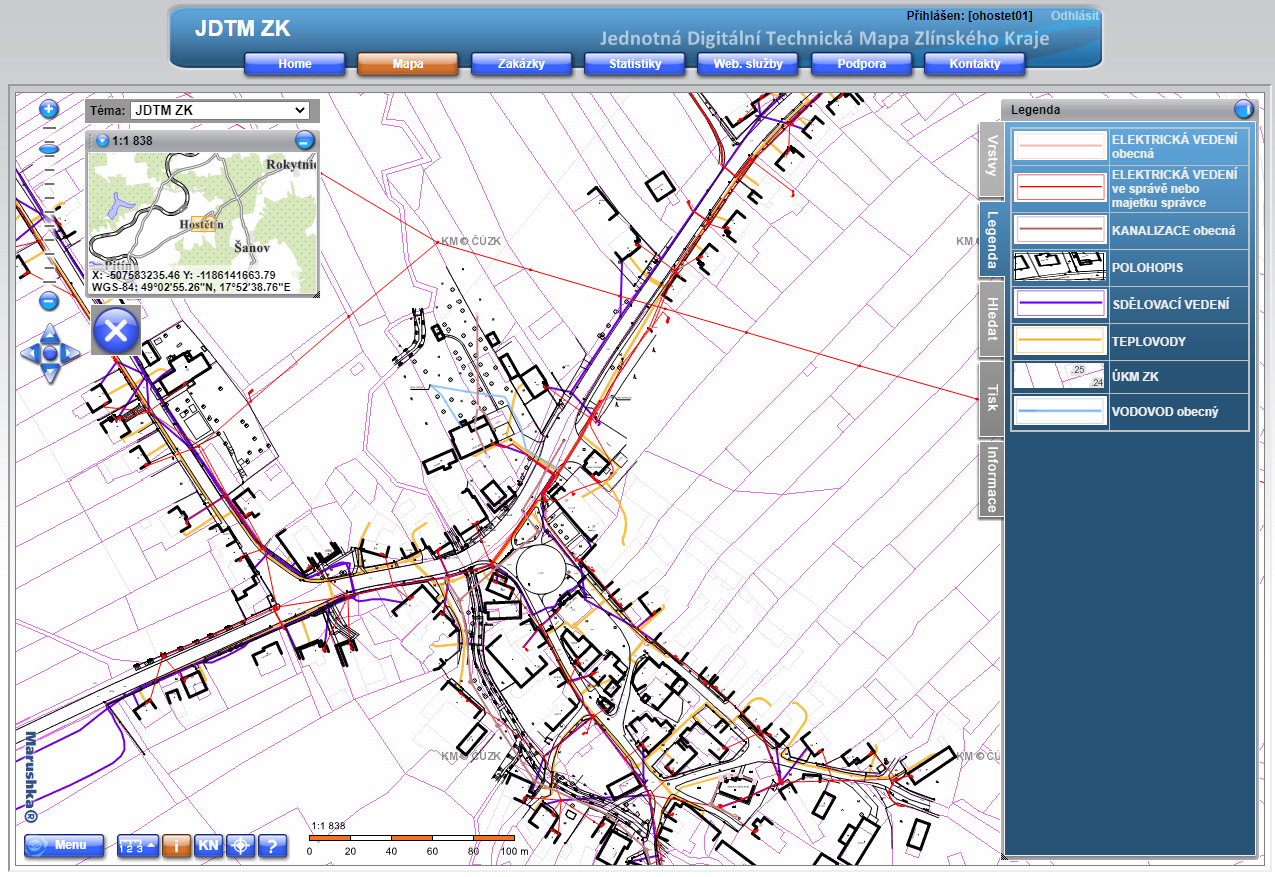
mapový klient
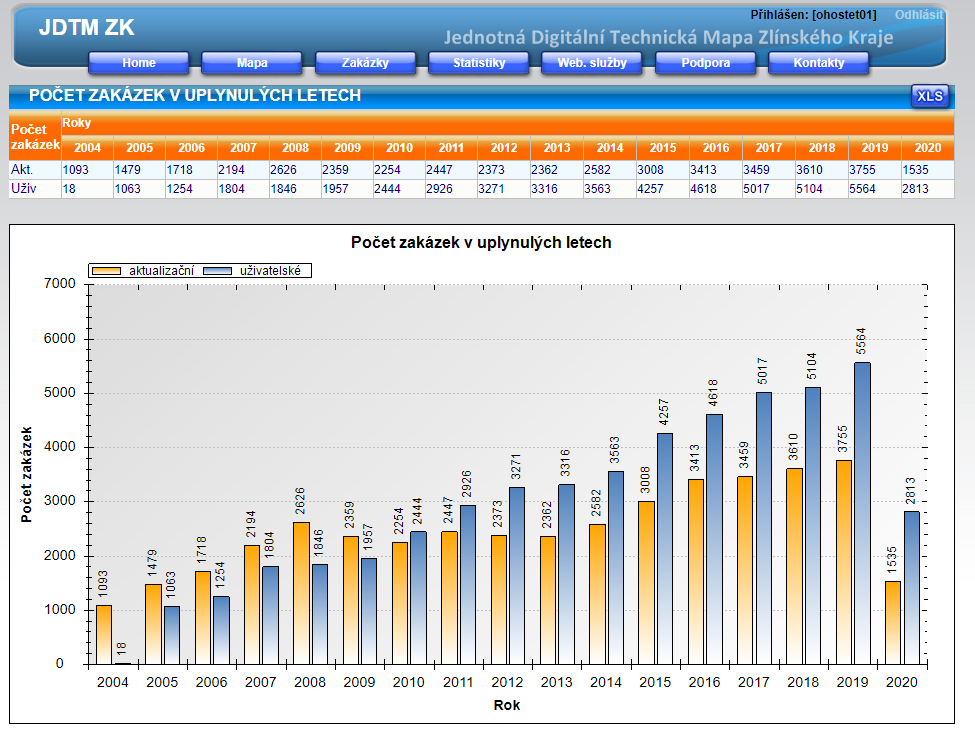
počty zakázek